# Joseph Diaz Gergonne
Joseph Diaz Gergonne (ur. 19 czerwca 1771 w Nancy, zm. 4 maja 1859 w Montpellier) – francuski matematyk, statystyk i logik.